# Liga de Campeones de Baloncesto 2020-21
La Liga de Campeones de Baloncesto 2020-21 (en inglés Basketball Champions League) fue la quinta edición del torneo a nivel de clubes e instituciones del baloncesto europeo gestionada por FIBA. La competición comenzó el 15 de septiembre de 2020 con las rondas clasificatorias y finalizó el 9 de mayo de 2021 en el Palacio de Deportes Nagorny de la ciudad rusa de Nizhni Nóvgorod. El Hereda San Pablo Burgos revalidó título, tras ganar por segunda vez en su historia la final, esta vez ante el Pinar Karşıyaka, por 59-64.

## Equipos clasificados
44 equipos jugarán en la Basketball Champions League 2020-21 (28 equipos se clasifican directamente para la competición de grupos, mientras que 16 equipos juegan 2 rondas de clasificación para los 4 lugares restantes en la fase de grupos).
- Abd: Abandono de la liga debido a la pandemia de COVID-19
- 1.º, 2.º, etc.: Lugar correspondiente en la liga nacional
- CLR: Equipos clasificados basándose en su progreso en la competición de años anteriores.

| Fase de grupos                     | Fase de grupos            | Fase de grupos                | Fase de grupos             |
| ---------------------------------- | ------------------------- | ----------------------------- | -------------------------- |
| Pınar Karşıyaka (Abd-2.º)          | Cholet (Abd-6.º)          | Happy Casa Brindisi (Abd-5.º) | ERA Nymburk (Abd-1.º)      |
| Galatasaray Doğa Sigorta (Abd-3.º) | Limoges CSP (Abd-8.º)     | Fortitudo Bologna (Abd-8.º)   | Brose Bamberg (5.º)        |
| Tofaş (Abd-5.º)                    | San Pablo Burgos (4.º)    | AEK (Abd-2.º)                 | Falco (Abd-1.º)            |
| Darüşşafaka Tekfen (Abd-6.º)       | Casademont Zaragoza (6.º) | Peristeri (Abd-3.º)           | VEF Riga (Abd-1.º)         |
| Türk Telekom (BCL QF)              | Iberostar Tenerife (7.º)  | Hapoel Jerusalem (3.º)        | Rytas (Abd-2.º)            |
| JDA Dijon (CLR)                    | RETAbet Bilbao (8.º)      | Hapoel Holon (5.º)            | Start Lublin (Abd-2.º)     |
| Strasbourg (CLR)                   | Dinamo Sassari (Abd-2.º)  | Filou Oostende (Abd-1.º)      | Nizhny Novgorod (BCL R16)  |
| Fases previas                      |                           |                               |                            |
| Belfius Mons-Hainaut (Abd-2.º)     | Keravnos (Abd-1.º)        | Hapoel Tel Aviv (8.º)         | Sporting CP (Abd-1.º)      |
| Tsmoki-Minsk                       | Bakken Bears (Abd-1.º)    | Neptūnas (Abd-4.º)            | U-BT Cluj Napoca (Abd-1.º) |
| Igokea (Abd-1.º)                   | London Lions (Abd-2.º)    | Donar (Abd-2.º)               | Fribourg Olympic (Abd-1.º) |
| Balkan (Abd-1.º)                   | Iraklis (Abd-7.º)         | Anwil Włocławek (Abd-3.º)     | Dnipro (Abd-1.º)           |

Notas
- Los números entre paréntesis representan las posiciones de los equipos en sus respectivas ligas domésticas.

## Calendario de partidos y sorteos
El calendario de la competición será el siguiente:
| Fase previa    | Primera fase de clasificación (Semifinales) | 15 de julio de 2020  | 22–23 de septiembre de 2020 | 22–23 de septiembre de 2020 | 22–23 de septiembre de 2020 |
| Fase previa    | Segunda fase de clasificación (Finales)     | 15 de julio de 2020  | 24–25 de septiembre de 2020 | 24–25 de septiembre de 2020 | 24–25 de septiembre de 2020 |
| Fase de grupos | Jornada 1                                   | 15 de julio de 2020  | 13–14 de octubre de 2020    | 13–14 de octubre de 2020    | 13–14 de octubre de 2020    |
| Fase de grupos | Jornada 2                                   | 15 de julio de 2020  | 20–21 de octubre de 2020    | 20–21 de octubre de 2020    | 20–21 de octubre de 2020    |
| Fase de grupos | Jornada 3                                   | 15 de julio de 2020  | 27–28 de octubre de 2020    | 27–28 de octubre de 2020    | 27–28 de octubre de 2020    |
| Fase de grupos | Jornada 4                                   | 15 de julio de 2020  | 3–4 de noviembre de 2020    | 3–4 de noviembre de 2020    | 3–4 de noviembre de 2020    |
| Fase de grupos | Jornada 5                                   | 15 de julio de 2020  | 10–11 de noviembre de 2020  | 10–11 de noviembre de 2020  | 10–11 de noviembre de 2020  |
| Fase de grupos | Jornada 6                                   | 15 de julio de 2020  | 17–18 de noviembre de 2020  | 17–18 de noviembre de 2020  | 17–18 de noviembre de 2020  |
| Fase de grupos | Jornada 7                                   | 15 de julio de 2020  | 8–9 de diciembre de 2020    | 8–9 de diciembre de 2020    | 8–9 de diciembre de 2020    |
| Fase de grupos | Jornada 8                                   | 15 de julio de 2020  | 15–16 de diciembre de 2020  | 15–16 de diciembre de 2020  | 15–16 de diciembre de 2020  |
| Fase de grupos | Jornada 9                                   | 15 de julio de 2020  | 22–23 de diciembre de 2020  | 22–23 de diciembre de 2020  | 22–23 de diciembre de 2020  |
| Fase de grupos | Jornada 10                                  | 15 de julio de 2020  | 5–6 de enero de 2021        | 5–6 de enero de 2021        | 5–6 de enero de 2021        |
| Fase de grupos | Jornada 11                                  | 15 de julio de 2020  | 12–13 de enero de 2021      | 12–13 de enero de 2021      | 12–13 de enero de 2021      |
| Fase de grupos | Jornada 12                                  | 15 de julio de 2020  | 19–20 de enero de 2021      | 19–20 de enero de 2021      | 19–20 de enero de 2021      |
| Fase de grupos | Jornada 13                                  | 15 de julio de 2020  | 26–27 de enero de 2021      | 26–27 de enero de 2021      | 26–27 de enero de 2021      |
| Fase de grupos | Jornada 14                                  | 15 de julio de 2020  | 2–3 de febrero de 2021      | 2–3 de febrero de 2021      | 2–3 de febrero de 2021      |
| Play-offs      | Jornada 1                                   | 2 de febrero de 2021 | 2–3 de marzo de 2021        | 2–3 de marzo de 2021        | 2–3 de marzo de 2021        |
| Play-offs      | Jornada 2                                   | 2 de febrero de 2021 | 9-10 de marzo de 2021       | 9-10 de marzo de 2021       | 9-10 de marzo de 2021       |
| Play-offs      | Jornada 3                                   | 2 de febrero de 2021 | 16-17 de marzo de 2021      | 16-17 de marzo de 2021      | 16-17 de marzo de 2021      |
| Play-offs      | Jornada 4                                   | 2 de febrero de 2021 | 23-24 de marzo de 2021      | 23-24 de marzo de 2021      | 23-24 de marzo de 2021      |
| Play-offs      | Jornada 5                                   | 2 de febrero de 2021 | 30-31 de marzo de 2021      | 30-31 de marzo de 2021      | 30-31 de marzo de 2021      |
| Play-offs      | Jornada 6                                   | 2 de febrero de 2021 | 6-7 de abril de 2021        | 6-7 de abril de 2021        | 6-7 de abril de 2021        |
| Final Eight    | Cuartos de final                            | 16 de abril de 2021  | 5-6 de mayo de 2021         |                             |                             |
| Final Eight    | Semifinales                                 | 16 de abril de 2021  | 7 de mayo de 2021           |                             |                             |
| Final Eight    | Partido por la tercera posición             | 16 de abril de 2021  | 9 de mayo de 2021           |                             |                             |
| Final Eight    | Final                                       | 16 de abril de 2021  | 9 de mayo de 2021           |                             |                             |

## Fase previa

### Sorteo
Los 16 equipos que participaron en la primera ronda se dividieron en 4 bombos según el su coeficiente de participación y, para los clubes que aún no han participado en la competición, en el coeficiente de su país correspondiente.
Para la primera fase de clasificación (QR1), los equipos del bombo 3 se sortearon contra los del bombo 2, y los equipos del bombo 4 se enfrentaron a los del bombo 1. Los clubes del bombo 1 y 2 resultaron cabezas de serie y jugaron el segundo partido en casa. Los partidos se jugaron el 15 y 18 de septiembre. Los ocho (8) ganadores se clasificaron para la segunda fase de clasificación (QR2).
Para la segunda fase de clasificación (QR2), los ganadores del bombo 3 vs bombo 2 se enfrentaron a los ganadores del bombo 4 vs bombo 1. Los ganadores del bombo 4 vs bombo 1 resultaron cabezas de serie y jugaron el partido de vuelta en casa. Los partidos se jugaron el 22 y 25 de septiembre. Los cuatro (4) ganadores se clasificaron para la temporada regular de la Liga de Campeones de Baloncesto 2020-21 y se unieron a los veintiocho (28) equipos directamente clasificados en el cuadro principal.

### Cambio de formato de clasificación
El 25 de agosto de 2020 se anunció, con el fin de proteger la salud y garantizar la seguridad de los jugadores, entrenadores y árbitros, pero también para salvaguardar una competición justa, y organizar adecuadamente las operaciones del juego, se tomó la decisión de modificar el sistema de competición desde partidos en casa hasta un formato de torneo, con partidos individuales para cada Ronda de Clasificación.
Se llevaron a cabo cuatro (4) torneos, cada uno de los cuales constó de dos (2) partidos de semifinales y de un (1) partido final, donde las semifinales se jugaron como la ronda de clasificación 1 de BCL y la final como clasificación de BCL Ronda 2. Estos torneos de clasificación se llevaron a cabo en dos lugares diferentes:
Grupo A y B: Tassos Papadopoulos Eleftheria Indoor Hall en Nicosia, Cyprus.
Grupo C y D: Arena Botevgrad en Botevgrad, Bulgaria.

### Bombos para el sorteo
| Equipo           | Pts |
| ---------------- | --- |
| Neptūnas         | 69  |
| Anwil Włocławek  | 28  |
| Fribourg Olympic | 13  |
| Donar            | 7   |

| Equipos          | Pts |
| ---------------- | --- |
| Tsmoki-Minsk     | 6   |
| Bakken Bears     | 5   |
| Keravnos         | 3   |
| U-BT Cluj Napoca | 2   |

| Equipos         | Pts    |
| --------------- | ------ |
| Balkan          | 1      |
| Hapoel Tel Aviv | 1      |
| Igokea          | 1*     |
| Iraklis         | 106.42 |

| Equipos              | Pts   |
| -------------------- | ----- |
| Belfius Mons-Hainaut | 66.83 |
| Dnipro               | 15.00 |
| Sporting CP          | 6.00  |
| London Lions         | 1.00  |

### Resultados

#### Grupo A de clasificación
Las semifinales se jugaron el 23 de septiembre de 2020 y la final el 25 de septiembre de 2020 en Tassos Papadopoulos Eleftheria Indoor Hall en Nicosia, Chipre.
Semifinales
| Equipo 1        | Resultado | Equipo 2             |
| --------------- | --------- | -------------------- |
| Bakken Bears    | 91–71     | Hapoel Tel Aviv      |
| Anwil Włocławek | 69–81     | Belfius Mons-Hainaut |

Final
| Equipo 1             | Resultado | Equipo 2     |
| -------------------- | --------- | ------------ |
| Belfius Mons-Hainaut | 71–86     | Bakken Bears |

#### Grupo B de clasificación
Las semifinales se jugaron el 22 de septiembre de 2020 y la final el 24 de septiembre de 2020 en Tassos Papadopoulos Eleftheria Indoor Hall en Nicosia, Chipre.
Semifinales
| Equipo 1 | Resultado | Equipo 2 |
| -------- | --------- | -------- |
| Keravnos | 96–94     | Iraklis  |
| Donar    | 88–53     | Dnipro   |

Final
| Equipo 1 | Resultado | Equipo 2 |
| -------- | --------- | -------- |
| Keravnos | 60–57     | Donar    |

#### Grupo C de clasificación
Las semifinales se jugaron el 23 de septiembre de 2020 y la final el 25 de septiembre de 2020 en Arena Botevgrad en Botevgrad, Bulgaria.
Semifinales
| Equipo 1         | Resultado | Equipo 2    |
| ---------------- | --------- | ----------- |
| U-BT Cluj-Napoca | 75–82     | Igokea      |
| Fribourg Olympic | 78–84     | Sporting CP |

Final
| Equipo 1 | Resultado | Equipo 2    |
| -------- | --------- | ----------- |
| Igokea   | 70–64     | Sporting CP |

#### Grupo D de clasificación
Las semifinales se jugaron el 22 de septiembre de 2020 y la final el 24 de septiembre de 2020 en Arena Botevgrad en Botevgrad, Bulgaria.
Semifinales
| Equipo 1     | Resultado | Equipo 2     |
| ------------ | --------- | ------------ |
| Tsmoki-Minsk | 73–65     | Balkan       |
| Neptūnas     | 77–73     | London Lions |

Final
| Equipo 1     | Resultado | Equipo 2 |
| ------------ | --------- | -------- |
| Tsmoki-Minsk | 69–59     | Neptūnas |

## Fase de grupos
Sorteo
Los 28 equipos que se inscribieron en la Temporada Regular directamente se dividieron en 7 bombos según el ranking de clubes y, para los clubes que aún no han participado en la competición, el ranking de países. El octavo bote fue reservado para los ganadores de las rondas de clasificación. Los grupos tendrán vetados compartir en cada uno equipos de una nación, de tal modo que cada uno acogió a cuatro participantes de distintas ligas.
| Equipo             | Pts |
| ------------------ | --- |
| AEK                | 119 |
| Iberostar Tenerife | 119 |
| ERA Nymburk        | 83  |
| Hapoel Jerusalem   | 79  |

| Equipo          | Pts |
| --------------- | --- |
| Strasbourg      | 68  |
| Filou Oostende  | 64  |
| Nizhny Novgorod | 61  |
| Brose Bamberg   | 60  |

| Equipo         | Pts |
| -------------- | --- |
| Dinamo Sassari | 51  |
| Hapoel Holon   | 47  |
| JDA Dijon      | 43  |
| Türk Telekom   | 36  |

| Equipo              | Pts |
| ------------------- | --- |
| Pınar Karşıyaka     | 35  |
| Casademont Zaragoza | 34  |
| San Pablo Burgos    | 30  |
| Peristeri           | 26  |

| Equipo              | Pts    |
| ------------------- | ------ |
| Falco               | 17     |
| Happy Casa Brindisi | 15     |
| VEF Riga            | 7      |
| RETAbet Bilbao      | 131.00 |

| Equipo                   | Pts    |
| ------------------------ | ------ |
| Cholet                   | 110.58 |
| Limoges CSP              | 110.58 |
| Galatasaray Doğa Sigorta | 107.50 |
| Tofaş                    | 107.50 |

| Equipo             | Pts    |
| ------------------ | ------ |
| Darüşşafaka Tekfen | 107.50 |
| Fortitudo Bologna  | 95.00  |
| Rytas              | 74.33  |
| Start Lublin       | 44.67  |

| Equipo       |
| ------------ |
| Bakken Bears |
| Keravnos     |
| Igokea       |
| Tsmoki-Minsk |

Producto del sorteo resultaron ocho grupos de cuatro participantes cada uno que conformaron la Fase Regular de la competición. Esta fase consistió en enfrentar a cada equipo a doble vuelta con los otros tres de su grupo, con el objetivo de clasificar para los Play-Offs a los dos primeros de cada uno y eliminar definitivamente de la competición a los dos últimos clasificados de los mismos. 

### Grupo A
| Pos. | Equipo             | PJ | G | P | PF  | PC  | DP  | Pts | Clasificación                   |        | TFE   | SAS    | BAK   | GAL   |
| ---- | ------------------ | -- | - | - | --- | --- | --- | --- | ------------------------------- | ------ | ----- | ------ | ----- | ----- |
| 1    | Iberostar Tenerife | 6  | 4 | 2 | 552 | 507 | +45 | 10  | Clasificados para los Play-Offs |        | —     | 115–85 | 98–73 | 85–72 |
| 2    | Dinamo Sassari     | 6  | 4 | 2 | 524 | 529 | −5  | 10  | Clasificados para los Play-Offs |        | 92–72 | —      | 71–93 | 93–84 |
| 3    | Bakken Bears (E)   | 6  | 3 | 3 | 523 | 507 | +16 | 9   |                                 |        | 96–78 | 84–91  | —     | 96–78 |
| 4    | Galatasaray (E)    | 6  | 1 | 5 | 495 | 551 | −56 | 7   |                                 | 89–104 | 81–92 | 91–81  | —     |       |

 Fuente: [http://www.championsleague.basketball/es/20-21/groups#

### Grupo B
| Pos. | Equipo        | PJ | G | P | PF  | PC  | DP   | Pts | Clasificación                   |       | TOF    | NYM   | DIJ   | KER   |
| ---- | ------------- | -- | - | - | --- | --- | ---- | --- | ------------------------------- | ----- | ------ | ----- | ----- | ----- |
| 1    | Tofaş Bursa   | 6  | 4 | 2 | 529 | 482 | +47  | 10  | Clasificados para los Play-Offs |       | —      | 93–96 | 81–87 | 78–67 |
| 2    | ERA Nymburk   | 6  | 4 | 2 | 546 | 473 | +73  | 10  | Clasificados para los Play-Offs |       | 97–103 | —     | 94–54 | 96–69 |
| 3    | JDA Dijon (E) | 6  | 4 | 2 | 457 | 449 | +8   | 10  |                                 |       | 61–90  | 85–61 | —     | 91–79 |
| 4    | Keravnos (E)  | 6  | 0 | 6 | 402 | 530 | −128 | 6   |                                 | 74–84 | 69–102 | 44–79 | —     |       |

 Fuente: [http://www.championsleague.basketball/es/20-21/groups#

### Grupo C
| Pos. | Equipo                   | PJ | G | P | PF  | PC  | DP  | Pts | Clasificación                   |       | HOL    | AEK   | CHO   | MNSK  |
| ---- | ------------------------ | -- | - | - | --- | --- | --- | --- | ------------------------------- | ----- | ------ | ----- | ----- | ----- |
| 1    | Hapoel Unet-Credit Holon | 6  | 4 | 2 | 479 | 455 | +24 | 10  | Clasificados para los Play-Offs |       | —      | 77–71 | 73–63 | 69–79 |
| 2    | AEK                      | 6  | 4 | 2 | 514 | 492 | +22 | 10  | Clasificados para los Play-Offs |       | 100–96 | —     | 83–81 | 95–69 |
| 3    | Cholet (E)               | 6  | 2 | 4 | 458 | 468 | −10 | 8   |                                 |       | 71–89  | 79–70 | —     | 89–71 |
| 4    | Tsmoki-Minsk (E)         | 6  | 2 | 4 | 462 | 498 | −36 | 8   |                                 | 71–75 | 90–95  | 82–75 | —     |       |

 Fuente: [http://www.championsleague.basketball/es/20-21/groups#

### Grupo D
| Pos. | Equipo                     | PJ | G | P | PF  | PC  | DP  | Pts | Clasificación                   |       | ZGZ   | NZN   | SZO   | LUB   |
| ---- | -------------------------- | -- | - | - | --- | --- | --- | --- | ------------------------------- | ----- | ----- | ----- | ----- | ----- |
| 1    | Casademont Zaragoza        | 6  | 5 | 1 | 527 | 504 | +23 | 11  | Clasificados para los Play-Offs |       | —     | 78–75 | 85–76 | 94–82 |
| 2    | Nizhny Novgorod            | 6  | 4 | 2 | 496 | 463 | +33 | 10  | Clasificados para los Play-Offs |       | 92–98 | —     | 73–68 | 78–65 |
| 3    | Falco Szombathely (E)      | 6  | 3 | 3 | 493 | 471 | +22 | 9   |                                 |       | 94–86 | 88–93 | —     | 84–75 |
| 4    | Pszczólka Start Lublin (E) | 6  | 0 | 6 | 432 | 510 | −78 | 6   |                                 | 85–86 | 66–85 | 59–83 | —     |       |

 Fuente: [http://www.championsleague.basketball/es/20-21/groups#

### Grupo E
| Pos. | Equipo            | PJ | G | P | PF  | PC  | DP  | Pts | Clasificación                   |       | SIG   | VEF    | PER   | RYT   |
| ---- | ----------------- | -- | - | - | --- | --- | --- | --- | ------------------------------- | ----- | ----- | ------ | ----- | ----- |
| 1    | SIG Strasbourg    | 6  | 4 | 2 | 492 | 466 | +26 | 10  | Clasificados para los Play-Offs |       | —     | 101–94 | 77–57 | 81–83 |
| 2    | VEF Riga          | 6  | 4 | 2 | 482 | 457 | +25 | 10  | Clasificados para los Play-Offs |       | 75–77 | —      | 60–57 | 84–60 |
| 3    | Peristeri (E)     | 6  | 2 | 4 | 458 | 462 | −4  | 8   |                                 |       | 76–79 | 81–84  | —     | 81–74 |
| 4    | Rytas Vilnius (E) | 6  | 2 | 4 | 467 | 514 | −47 | 8   |                                 | 81–77 | 81–85 | 88–106 | —     |       |

 Fuente: [http://www.championsleague.basketball/es/20-21/groups#

### Grupo F
| Pos. | Equipo                | PJ | G | P | PF  | PC  | DP   | Pts | Clasificación                   |        | BAM   | KSK   | BBB   | FTB   |
| ---- | --------------------- | -- | - | - | --- | --- | ---- | --- | ------------------------------- | ------ | ----- | ----- | ----- | ----- |
| 1    | Brose Bamberg         | 6  | 6 | 0 | 509 | 429 | +80  | 12  | Clasificados para los Play-Offs |        | —     | 83–82 | 90–75 | 83–68 |
| 2    | Pinar Karşıyaka       | 6  | 4 | 2 | 476 | 441 | +35  | 10  | Clasificados para los Play-Offs |        | 70–76 | —     | 85–76 | 80–69 |
| 3    | RETAbet Bilbao (E)    | 6  | 2 | 4 | 445 | 451 | −6   | 8   |                                 |        | 71–77 | 72–81 | —     | 82–54 |
| 4    | Fortitudo Bologna (E) | 6  | 0 | 6 | 383 | 492 | −109 | 6   |                                 | 63–100 | 65–78 | 64–69 | —     |       |

 Fuente: [http://www.championsleague.basketball/es/20-21/groups#

### Grupo G
| Pos. | Equipo                          | PJ | G | P | PF  | PC  | DP  | Pts | Clasificación                   |       | TTE   | IGO   | HAP   | LIM   |
| ---- | ------------------------------- | -- | - | - | --- | --- | --- | --- | ------------------------------- | ----- | ----- | ----- | ----- | ----- |
| 1    | Türk Telekom                    | 6  | 5 | 1 | 487 | 477 | +10 | 11  | Clasificados para los Play-Offs |       | —     | 94–86 | 98–94 | 76–73 |
| 2    | Igokea                          | 6  | 3 | 3 | 457 | 470 | −13 | 9   | Clasificados para los Play-Offs |       | 77–66 | —     | 75–73 | 76–73 |
| 3    | Hapoel Bank Yahav Jerusalem (E) | 6  | 2 | 4 | 492 | 482 | +10 | 8   |                                 |       | 77–78 | 84–68 | —     | 81–75 |
| 4    | Limoges CSP (E)                 | 6  | 2 | 4 | 459 | 466 | −7  | 8   |                                 | 70–75 | 80–75 | 88–83 | —     |       |

 Fuente: [http://www.championsleague.basketball/es/20-21/groups#

### Grupo H
| Pos. | Equipo                  | PJ | G | P | PF  | PC  | DP  | Pts | Clasificación                   |       | BUR   | BRI   | OOS   | DSF    |
| ---- | ----------------------- | -- | - | - | --- | --- | --- | --- | ------------------------------- | ----- | ----- | ----- | ----- | ------ |
| 1    | Hereda San Pablo Burgos | 6  | 5 | 1 | 543 | 470 | +73 | 11  | Clasificados para los Play-Offs |       | —     | 93–71 | 88–73 | 100–70 |
| 2    | Happy Casa Brindisi     | 6  | 4 | 2 | 521 | 508 | +13 | 10  | Clasificados para los Play-Offs |       | 86–90 | —     | 93–81 | 92–81  |
| 3    | Filou Oostende (E)      | 6  | 2 | 4 | 484 | 517 | −33 | 8   |                                 |       | 99–98 | 80–92 | —     | 77–67  |
| 4    | Darüşşafaka Tekfen (E)  | 6  | 1 | 5 | 451 | 504 | −53 | 7   |                                 | 71–74 | 83–87 | 79–74 | —     |        |

 Fuente: [http://www.championsleague.basketball/es/20-21/groups#

## Play-Offs
Los dieciséis equipos clasificados para esta fase de Play-Offs se encuadraron en este nuevo formato que fue compuesto por cuatro grupos de cuatro equipos cada uno.
Se trató pues de una fase de grupos con seis jornadas, donde cada equipo ejercerció de local y visitante por tres veces para jugarse las dos primeras plazas de grupo que supusieron el pase a la Final Eight, obviamente siendo los terceros y cuartos de cada grupo, tras la sexta jornada, eliminados de la competición.
El sorteo del martes 2 de febrero de 2021 celebrado en la sede de la FIBA en Mies, determinó el siguiente resultado con el único condicionante de la no repetición en el mismo grupo de dos equipos que ya lo estuviesen en la fase regular:
| Equipo                   |
| ------------------------ |
| Brose Bamberg            |
| Hereda San Pablo Burgos  |
| Casademont Zaragoza      |
| Türk Telekom             |
| Tofaş Bursa              |
| Lenovo Tenerife          |
| SIG Strasbourg           |
| Hapoel Unet-Credit Holon |

| Equipo              |
| ------------------- |
| ERA Nymburk         |
| Pinar Karşıyaka     |
| Nizhny Novgorod     |
| VEF Rïga            |
| AEK                 |
| Happy Casa Brindisi |
| Dinamo Sassari      |
| Igokea              |

### Grupo I
| Pos. | Equipo                   | PJ | G | P | PF  | PC  | DP  | Pts | Clasificación                    |       | HOL   | KSK   | BRI    | TOF   |
| ---- | ------------------------ | -- | - | - | --- | --- | --- | --- | -------------------------------- | ----- | ----- | ----- | ------ | ----- |
| 1    | Hapoel Unet-Credit Holon | 6  | 4 | 2 | 472 | 483 | −11 | 10  | Clasificados para la Final Eight |       | —     | 63–72 | 81–79  | 71–90 |
| 2    | Pinar Karşıyaka          | 6  | 3 | 3 | 491 | 471 | +20 | 9   | Clasificados para la Final Eight |       | 76–77 | —     | 107–88 | 78–70 |
| 3    | Happy Casa Brindisi (E)  | 6  | 3 | 3 | 503 | 501 | +2  | 9   |                                  |       | 85–87 | 83–79 | —      | 77–75 |
| 4    | Tofaş Bursa (E)          | 6  | 2 | 4 | 478 | 489 | −11 | 8   |                                  | 81–93 | 90–79 | 72–91 | —      |       |

 Fuente: 

### Grupo J
| Pos. | Equipo                  | PJ | G | P | PF  | PC  | DP  | Pts | Clasificación                    |       | TFE    | BUR   | IGO   | VEF   |
| ---- | ----------------------- | -- | - | - | --- | --- | --- | --- | -------------------------------- | ----- | ------ | ----- | ----- | ----- |
| 1    | Lenovo Tenerife         | 6  | 5 | 1 | 484 | 426 | +58 | 11  | Clasificados para la Final Eight |       | —      | 89–60 | 80–75 | 77–64 |
| 2    | Hereda San Pablo Burgos | 6  | 4 | 2 | 462 | 436 | +26 | 10  | Clasificados para la Final Eight |       | 101–79 | —     | 83–71 | 76–75 |
| 3    | Igokea (E)              | 6  | 3 | 3 | 440 | 453 | −13 | 9   |                                  |       | 62–82  | 77–75 | —     | 64–58 |
| 4    | VEF Rïga (E)            | 6  | 0 | 6 | 381 | 452 | −71 | 6   |                                  | 64–77 | 45–67  | 75–91 | —     |       |

 Fuente: 

### Grupo K
| Pos. | Equipo           | PJ | G | P | PF  | PC  | DP  | Pts | Clasificación                    |       | NZN   | SIG   | AEK   | TTE   |
| ---- | ---------------- | -- | - | - | --- | --- | --- | --- | -------------------------------- | ----- | ----- | ----- | ----- | ----- |
| 1    | Nizhny Novgorod  | 6  | 4 | 2 | 506 | 457 | +49 | 10  | Clasificados para la Final Eight |       | —     | 87–97 | 88–60 | 96–82 |
| 2    | SIG Strasbourg   | 6  | 3 | 3 | 491 | 474 | +17 | 9   | Clasificados para la Final Eight |       | 68–73 | —     | 91–73 | 91–81 |
| 3    | AEK (E)          | 6  | 3 | 3 | 429 | 468 | −39 | 9   |                                  |       | 79–78 | 77–68 | —     | 74–65 |
| 4    | Türk Telekom (E) | 6  | 2 | 4 | 460 | 487 | −27 | 8   |                                  | 71–84 | 83–76 | 78–66 | —     |       |

 Fuente: 

### Grupo L
| Pos. | Equipo              | PJ | G | P | PF  | PC  | DP  | Pts | Clasificación                    |       | NYM   | ZGZ    | BAM   | SAS    |
| ---- | ------------------- | -- | - | - | --- | --- | --- | --- | -------------------------------- | ----- | ----- | ------ | ----- | ------ |
| 1    | ERA Nymburk         | 6  | 5 | 1 | 532 | 497 | +35 | 11  | Clasificados para la Final Eight |       | —     | 98–78  | 91–87 | 90–89  |
| 2    | Casademont Zaragoza | 6  | 4 | 2 | 521 | 522 | −1  | 10  | Clasificados para la Final Eight |       | 90–71 | —      | 77–65 | 105–88 |
| 3    | Brose Bamberg (E)   | 6  | 2 | 4 | 513 | 504 | +9  | 8   |                                  |       | 80–91 | 117–76 | —     | 92–86  |
| 4    | Dinamo Sassari (E)  | 6  | 1 | 5 | 502 | 545 | −43 | 7   |                                  | 73–91 | 83–95 | 83–72  | —     |        |

 Fuente: 

## Final Eight
El martes 13 de abril de 2021 se fijó en la sede de FIBA en Mies que la ciudad anfitriona de la Final Eight  fuera Nizhni Nóvgorod. La ciudad rusa acogió la fase final de la competición en el Palacio de Deportes Nagorny, con capacidad de 5.500 espectadores, habitual casa del Nizhny Novgorod.  Las fechas de la fase final fueron entre el 5 y 9 de mayo de 2021.
Este evento coincide con la celebración de los 800 años de la ciudad de Nizhni Nóvgorod en el año 2021, así como una experiencia más tras ser sede de la Copa Mundial de la FIFA 2018.

Sorteo
El sorteo que determinó los emparejamientos se realizó el viernes 16 de abril, a las 14:00 CET , en la sede de FIBA en Mies.   
Los cuartos de final se jugaron entre el 5 y 6 de mayo de 2021, las dos semifinales el 7 de mayo de 2021 y el partido por el tercer lugar, así como la gran final, el 9 de mayo de 2021. 
| Primeros de grupo        |
| ------------------------ |
| ERA Nymburk              |
| Nizhny Novgorod          |
| Lenovo Tenerife          |
| Hapoel Unet-Credit Holon |

| Segundos de grupo       |
| ----------------------- |
| SIG Strasbourg          |
| Pinar Karşıyaka         |
| Casademont Zaragoza     |
| Hereda San Pablo Burgos |

### Cuadro
|  | Cuartos de final         | Cuartos de final |                         |    | Semifinales                     | Semifinales                     |  |  | FINAL | FINAL |
|  |                          |                  |                         |    |                                 |                                 |  |  |       |       |
|  | 6 de mayo                |                  |                         |    |                                 |                                 |  |  |       |       |
|  |                          |                  |                         |    |                                 |                                 |  |  |       |       |
|  | Hapoel Unet-Credit Holon | 77               |                         |    |                                 |                                 |  |  |       |       |
|  | Hapoel Unet-Credit Holon | 77               | 7 de mayo               |    |                                 |                                 |  |  |       |       |
|  | Hereda San Pablo Burgos  | 86               |                         |    |                                 |                                 |  |  |       |       |
|  | Hereda San Pablo Burgos  | 86               | Hereda San Pablo Burgos | 81 |                                 |                                 |  |  |       |       |
|  | 6 de mayo                |                  | Hereda San Pablo Burgos | 81 |                                 |                                 |  |  |       |       |
|  |                          | SIG Strasbourg   | 70                      |    |                                 |                                 |  |  |       |       |
|  | Lenovo Tenerife          | SIG Strasbourg   | 70                      | 86 |                                 |                                 |  |  |       |       |
|  | Lenovo Tenerife          |                  | 9 de mayo               | 86 |                                 |                                 |  |  |       |       |
|  | SIG Strasbourg           | 88               |                         |    |                                 |                                 |  |  |       |       |
|  | SIG Strasbourg           | 88               | Hereda San Pablo Burgos | 64 |                                 |                                 |  |  |       |       |
|  | 5 de mayo                |                  | Hereda San Pablo Burgos | 64 |                                 |                                 |  |  |       |       |
|  |                          | Pinar Karşıyaka  | 59                      |    |                                 |                                 |  |  |       |       |
|  | Nizhny Novgorod          | Pinar Karşıyaka  | 59                      | 78 |                                 |                                 |  |  |       |       |
|  | Nizhny Novgorod          | 7 de mayo        |                         | 78 |                                 |                                 |  |  |       |       |
|  | Casademont Zaragoza      | 86               |                         |    |                                 |                                 |  |  |       |       |
|  | Casademont Zaragoza      | 86               | Casademont Zaragoza     | 79 |                                 |                                 |  |  |       |       |
|  | 5 de mayo                |                  | Casademont Zaragoza     | 79 |                                 |                                 |  |  |       |       |
|  |                          | Pinar Karşıyaka  | 84                      |    | Partido por la tercera posición | Partido por la tercera posición |  |  |       |       |
|  | ERA Nymburk              | Pinar Karşıyaka  | 84                      | 73 | Partido por la tercera posición | Partido por la tercera posición |  |  |       |       |
|  | ERA Nymburk              |                  | 9 de mayo               | 73 |                                 |                                 |  |  |       |       |
|  | Pinar Karşıyaka          | 84               |                         |    |                                 |                                 |  |  |       |       |
|  | Pinar Karşıyaka          | 84               | Casademont Zaragoza     | 89 |                                 |                                 |  |  |       |       |
|  |                          |                  |                         |    |                                 |                                 |  |  |       |       |
|  | SIG Strasbourg           | 77               |                         |    |                                 |                                 |  |  |       |       |
|  | SIG Strasbourg           | 77               |                         |    |                                 |                                 |  |  |       |       |

### Cuartos de final
| 5 de mayo - 19:00 (UTC +3) Cuarto de final 1 | Nizhny Novgorod                                                      | 78–86              | Casademont Zaragoza                                      | Nizhni Nóvgorod                                                                          |  |
|                                              | Parciales: 28-23, 14-18, 16-25, 20-20                                |                    |                                                          |                                                                                          |  |
|                                              | Estadísticas Vorontsevich 17 Strebkov 6 Shepherd 5 Toropov 20 (Val.) | Pts Reb Asts Otros | Estadísticas 26 Ennis 8 Wiley 5 Brussino (Val.) 26 Ennis | Pabellón: Palacio de Deportes Nagorny Árbitros: Eddie VIATOR Yohan ROSSO Wojciech LISZKA |  |

| 5 de mayo - 21:30 (UTC +3) Cuarto de final 2 | ERA Nymburk                                                        | 73–84              | Pinar Karşıyaka                                                     | Nizhni Nóvgorod                                                                                  |  |
|                                              | Parciales: 24-22, 17-16, 14-18, 18-28                              |                    |                                                                     |                                                                                                  |  |
|                                              | Estadísticas Dalton 14 Zimmerman 10 Obasohan 5 Zimmerman 17 (Val.) | Pts Reb Asts Otros | Estadísticas 20 M'Baye 16 Morgan 3 Morgan , Birsen (Val.) 31 Morgan | Pabellón: Palacio de Deportes Nagorny Árbitros: Antonio CONDE Aleksandar GLISIC Ademir ZURAPOVIC |  |

| 6 de mayo - 17:00 (UTC +3) Cuarto de final 3 | Lenovo Tenerife | 86–88              | SIG Strasbourg                                                                          | Nizhni Nóvgorod                                                                                 |  |
|                                              | Parciales: 16-14, 28-20, 12-23, 17-16 (T.E.: 13-15)                                                                |                    |                                                                                         |                                                                                                 |  |
|                                              | Estadísticas Shermadini 19 Shermadini , Doornekamp , S. Rodríguez , Sulejmanović 5 Huertas 10 Shermadini 26 (Val.) | Pts Reb Asts Otros | Estadísticas 22 Jefferson 7 Colson , Cavalière 6 Jefferson , Udanoh (Val.) 23 Wainright | Pabellón: Palacio de Deportes Nagorny Árbitros: Aleksandar GLISIC Ademir ZURAPOVIC Yener YILMAZ |  |

| 6 de mayo - 20:00 (UTC +3) Cuarto de final 4 | Hapoel Unet-Credit Holon                                | 77–86              | Hereda San Pablo Burgos                                     | Nizhni Nóvgorod                                                                                     |  |
|                                              | Parciales: 19-24, 20-11, 15-25, 23-26                   |                    |                                                             | |  |
|                                              | Estadísticas Miles 23 Harris 6 Harris 7 Miles 26 (Val.) | Pts Reb Asts Otros | Estadísticas 26 Benite 7 Rivero 10 Renfroe (Val.) 24 Benite | Pabellón: Palacio de Deportes Nagorny Árbitros: Manuel MAZZONI Saverio LANZARINI Martins KOZLOVSKIS |  |

### Semifinales
| 7 de mayo - 19:00 (UTC +3) Semifinal 1 | Casademont Zaragoza                                                      | 79–84              | Pinar Karşıyaka                                         | Nizhni Nóvgorod                                                                               |  |
|                                        | Parciales: 17-29, 16-14, 27-14, 19-27                                    |                    |                                                         |                                                                                               |  |
|                                        | Estadísticas Wiley 21 Brussino 7 San Miguel 5 Brussino , Wiley 24 (Val.) | Pts Reb Asts Otros | Estadísticas 24 Henry 6 Morgan 6 Taylor (Val.) 21 Henry | Pabellón: Palacio de Deportes Nagorny Árbitros: Eddie VIATOR Ademir ZURAPOVIC Wojciech LISZKA |  |

| 7 de mayo - 21:30 (UTC +3) Semifinal 2 | Hereda San Pablo Burgos                                                                | 81–70              | SIG Strasbourg                                                              | Nizhni Nóvgorod                                                                               |  |
|                                        | Parciales: 15-25, 22-18, 26-14, 18-13                                                  |                    |                                                                             |                                                                                               |  |
|                                        | Estadísticas Rivero , Benite 16 Rivero , Renfroe , Kravić 6 Renfroe 9 Rivero 19 (Val.) | Pts Reb Asts Otros | Estadísticas 14 Jefferson , Colson 6 Cavalière 7 Maille (Val.) 18 Wainright | Pabellón: Palacio de Deportes Nagorny Árbitros: Aleksandar GLISIC Manuel MAZZONI Yener YILMAZ |  |

### Partido por la tercera posición
| 9 de mayo - 16:00 (UTC +3) Partido por la tercera posición | Casademont Zaragoza                                      | 89–77              | SIG Strasbourg                                            | Nizhni Nóvgorod                                                                             |  |
|                                                            | Parciales: 20-16, 24-21, 23-18, 22-22                    |                    |                                                           |                                                                                             |  |
|                                                            | Estadísticas Ennis 24 Barreiro 7 Ennis 9 Ennis 27 (Val.) | Pts Reb Asts Otros | Estadísticas 22 Colson 5 Morin 10 Maille (Val.) 18 Colson | Pabellón: Palacio de Deportes Nagorny Árbitros: Manuel MAZZONI Wojciech LISZKA Yener YILMAZ |  |

### Final
| 9 de mayo - 19:00 (UTC +3) Final | Pinar Karşıyaka                                                  | 59–64              | Hereda San Pablo Burgos                                     | Nizhni Nóvgorod                                                                           |  |
|                                  | Parciales: 13-15, 15-14, 11-17, 20-18                            |                    |                                                             |                                                                                           |  |
|                                  | Estadísticas M'Baye 17 M'Baye 8 Henry 5 Metecan Birsen 14 (Val.) | Pts Reb Asts Otros | Estadísticas 15 Benite 8 Kravić 4 Renfroe (Val.) 15 Renfroe | Pabellón: Palacio de Deportes Nagorny Árbitros: Eddie VIATOR Ademir ZURAPOVIC Yohan ROSSO |  |

| Campeón BCL 2020-21                |
| ---------------------------------- |
| Hereda San Pablo Burgos 2.º título |

## Distinciones individuales

### Premios a la temporada

#### Premios
| Premio              | Jugador        | Club            |
| ------------------- | -------------- | --------------- |
| MVP de la temporada | Bonzie Colson  | SIG Strasbourg  |
| Mejor joven         | Yoan Makoundou | Cholet          |
| Mejor entrenador    | Zoran Lukić    | Nizhny Novgorod |

#### Equipos ideales
| Equipo Ideal      | Equipo Ideal             | Segundo Equipo Ideal | Segundo Equipo Ideal    |
| Jugador           | Equipo                   | Jugador              | Equipo                  |
| ----------------- | ------------------------ | -------------------- | ----------------------- |
| C. J. Harris      | Hapoel Unet-Credit Holon | Dylan Ennis          | Casademont Zaragoza     |
| Kasey Shepherd    | Nizhny Novgorod          | Darius Thompson      | Happy Casa Brindisi     |
| Bonzie Colson     | SIG Strasbourg           | Jasiel Rivero        | Hereda San Pablo Burgos |
| Raymar Morgan     | Pinar Karşıyaka          | Omar Prewitt         | ERA Nymburk             |
| Giorgi Shermadini | Lenovo Tenerife          | Michale Kyser        | VEF Rïga                |

### Premios parciales

#### MVP mensual de la Fase Regular
| Mes       | Jugador        | Club            |      |
| 2020      | 2020           | 2020            | 2020 |
| --------- | -------------- | --------------- | ---- |
| Octubre   | Steven Gray    | Peristeri       |      |
| Noviembre | Yanick Moreira | AEK             |      |
| Diciembre | Kyle Allman    | VEF Rīga        |      |
| 2021      |                |                 |      |
| Enero     | Raymar Morgan  | Pınar Karşıyaka |      |

#### MVP de los Play-Offs
| Jugador        | Club            |
| -------------- | --------------- |
| Kasey Shepherd | Nizhny Novgorod |

#### MVP de la Final Eight
| Jugador      | Club                    |
| ------------ | ----------------------- |
| Vítor Benite | Hereda San Pablo Burgos |